# Kontrolleinheit Verkehrswege
Die Kontrolleinheiten Verkehrswege (KEV), bis zum Inkrafttreten des Projekts Strukturentwicklung Zoll im Jahr 2008 Mobile Kontrollgruppen (MKG), gehören der deutschen Bundeszollverwaltung an und führen überall im Bundesgebiet mobile zoll- und steuerrechtliche Kontrollen durch.

## Aufgaben
Zu den Aufgaben der KEV gehören unter anderem die Bekämpfung von
- Schmuggel von Rauschgift, Waffen und Kriegswaffen sowie
- Schmuggel sonstiger verbotener oder beschränkter Waren, wie bestimmte verbotene oder nicht vertriebsfähige Lebens- und Arzneimittel, Medien mit strafbewehrtem Inhalt, oder z. B. nicht zugelassene bzw. nicht einfuhrfähige Handelsprodukte,
- Schmuggel von verbrauchsteuerpflichtigen Waren (z. B. Zigaretten, Alkohol etc.),
- ungenehmigtem internationalem Handel mit Gegenständen, die geeignet sind z. B. atomare, biologische oder chemische Waffen bzw. Teile davon zu entwickeln, herzustellen und zu betreiben (Außenwirtschaftsgesetz – AWG)
- Schmuggel von gefälschten oder nachgemachten Markenprodukten (Markenpiraterie)
- Betrugsdelikten zum Nachteil der Europäischen Marktorganisation (Subventionsbetrug)
- Steuerzuwiderhandlungen zum Nachteil der Abgabenerhebung, die dem Bund obliegt (Zölle, Verbrauchsteuern, Energiesteuern etc.)
- Geldwäsche und auch die Mitwirkung bei der Bekämpfung von Steuerhinterziehung durch das Verbergen von Vermögen im Ausland.
- grenzüberschreitenden Handlungen zur Finanzierung von Terrorismus
- Zuwiderhandlungen im Zusammenhang mit dem Washingtoner Artenschutzübereinkommen
- illegaler Beschäftigung und Schwarzarbeit (untergeordnet, da Hauptaufgabe der Finanzkontrolle Schwarzarbeit FKS)

## Arbeitsweise
Der Dienst kann lageorientiert entweder uniformiert oder in Zivil verrichtet werden. Kontrollen erfolgen grundsätzlich proaktiv im Rahmen der Schleierfahndung (Fahndungskontrollen). Das heißt, die Beamten wählen kontrollwürdige Objekte und Sachverhalte risikoorientiert aufgrund von Lageerkenntnissen und kriminalistischer Erfahrung aus. Die Fahndungskontrollen der KEV decken zahlreiche Verkehrswege ab, wie z. B. Autobahnen, Bundesstraßen, Landstraßen (Fahrzeugkontrollen), grenzüberschreitende Fußwege, das Schienennetz (Kontrollen in Zügen), Kleinflugplätze und besondere Landeplätze (Kontrolle von Luftfahrzeugen), Wasserwege (Binnenschiffahrt) etc. Außerdem erfolgen auch Kontrollen auf Messen, Flohmärkten und in Betrieben, sowie des illegalen Straßenhandels (z. B. mit unversteuerten Zigaretten). Ein weiterer Aufgabenbereich ist die Unterstützung des Zollfahndungsdienstes bei strafprozessualen Maßnahmen/Ermittlungen.
Teilweise werden gemeinsame Einsätze mit anderen Zoll- und Polizeidienststellen sowie weiteren Sicherheits- und Überwachungsbehörden durchgeführt.
Die KEV verfügen über umfangreiche technische Mittel zur Schmuggelbekämpfung, wie z. B. Sonden, Röntgentechnik, diverse Detektortechnik. Auch Spürhunde kommen zum Einsatz.
Die Beamten der KEV sind wie alle Zollvollzugsbeamten Ermittlungspersonen der Staatsanwaltschaft und verfügen über sehr weitreichende polizeiliche und steuerliche Befugnisse. Sie sind dem Sachgebiet C („Kontrollen“) der Hauptzollämter angegliedert.

## Entstehungsgeschichte
Die Mobilen Kontrollgruppen wurden 1993 aus den damals bereits bestehenden Kraftstoffkontrollgruppen gebildet, die ab 1977 ursprünglich ausschließlich zur Einhaltung der Vorschriften des damaligen Mineralölsteuergesetzes – insbesondere der Kontrolle der zweckwidrigen Verwendung von Heizöl als Kraftstoff für Dieselmotoren – zuständig war. Als uniformierte Einheit des Zolls, die außerhalb des damaligen Zollgrenzbezirkes bundesweit auch im Binnenland eingesetzt wurde, war diese Einheit ein Sonderfall in der Bundeszollverwaltung. Bei der Bildung der Mobilen Kontrollgruppen wurden dann bevorzugt Beamte der ehemaligen S-Trupps (Sondertrupps, spezielle Einheiten für Intensivkontrollen zur Schmuggelbekämpfung im Grenzdienst) eingegliedert.
Ziel war und ist es, nach Wegfall der stationären Grenzkontrollen durch mobile Kontrollen die Überwachung des Warenverkehrs und die Bekämpfung der grenzüberschreitenden Kriminalität im Bereich der Zollverwaltung zu gewährleisten.